# Erisphex
Erisphex is een geslacht van straalvinnige vissen uit de familie van fluweelvissen (Aploactinidae).

## Soorten
- Erisphex aniarus (Thomson, 1967)
- Erisphex philippinus (Fowler, 1938)
- Erisphex pottii (Steindachner, 1896)
- Erisphex simplex Chen, 1981